# Elena Albu
Elena Albu (n. 1 septembrie 1949, Iași – d. 16 martie 2003, București) a fost o actriță română de film, radio, televiziune, scenă și de voce.

## Biografie
A studiat la Institutul de Artă Teatrală și Cinematografie, pe care l-a absolvit în 1973. Din 1972 a început să joace în spectacole de teatru și în filme, fiind protagonista multora dintre producțiile soțului său, regizorul Mircea Veroiu.
Ultimul rol în teatru al Elenei Albu a fost în spectacolul "Oameni de zăpadă", în regia lui Louise Dănceanu, care s-a jucat la Teatrul Foarte Mic în stagiunea 1998/1999.
A murit singură în casă, victimă a unei hemoragii cerebrale secundare unui puseu de hipertensiune arterială; corpul i-a fost găsit în data de 16 martie.

## Filmografie
- 1973 Apașii (Apachen), regia Gottfried Kolditz (1973)[2]
- 1975 Ilustrate cu flori de cîmp, regia Andrei Blaier - Irina, fiica intermediarei[3]
- 1976 Prin cenușa imperiului, regia Andrei Blaier - o grecoaică[4]
- 1979 Între oglinzi paralele, regia Mircea Veroiu - Ela[5]
- 1979 Falansterul, regia Savel Știopul - Anica Golescu[6]
- 1981 Detașamentul „Concordia”, regia Francisc Munteanu - studenta Ana[7]
- 1984 Surorile, regia Iulian Mihu - Valentina[8]
- 1984 Moara lui Călifar, regia Șerban Marinescu - Tecla[9]
- 1994 Somnul insulei, regia Mircea Veroiu[10]
- 1997 Femeia în roșu, regia Mircea Veroiu - Anne Sage[11]